# هوراس مكوي
هوراس مكوي (بالإنجليزية: Horace McCoy)‏ (14 أبريل 1897، بيغرام في الولايات المتحدة - 15 ديسمبر 1955 في الولايات المتحدة)؛ كاتِب ومؤلِّف، كاتب سيناريو وروائي أمريكي.

## روابط خارجية
- هوراس مكوي على موقع IMDb (الإنجليزية)
- هوراس مكوي على موقع ألو سيني (الفرنسية)
- هوراس مكوي على موقع أول موفي (الإنجليزية)
- هوراس مكوي على موقع قاعدة بيانات الأفلام السويدية (السويدية)
- هوراس مكوي على موقع قاعدة بيانات الفيلم (الإنجليزية)
- هوراس مكوي على موقع كينوبويسك (الروسية)